# Acraea fornax
Acraea fornax är en fjärilsart som beskrevs av Butler 1879. Acraea fornax ingår i släktet Acraea och familjen praktfjärilar. Inga underarter finns listade i Catalogue of Life.